# لاريسا صنصور
لاريسا صنصور (مواليد 1973) فنانة فلسطينية تقيم حاليا في لندن، إنجلترا. تعمل في التصوير الفوتوغرافي، والأفلام، والنحت، وفن التركيب. بعض أعمالها تشمل تانك (2003)، بيت لحم باندوليرو (2005)، أيام سعيدة (2006)، القاهرة الضريبية (2008)، طريق فلافل (2010)، باليستات (2010)، أمة الدولة (2012)، في المستقبل، أكلوا من أروع الخزف (2016)، وعلم الآثار في الغياب (2016).

## الحياة المهنية
ولدت في القدس الشرقية ودرست في مدرسة بيام شو للفنون. حصلت صنصور على البكالوريوس في الفنون الجميلة من كلية معهد ميريلاند للفنون وعلى ماجستير في الفنون الجميلة من جامعة نيويورك. درست تاريخ الفن والنقد في جامعة بالتيمور وكانت طالبة زائرة في الأكاديمية الملكية الدنماركية للفنون الجميلة.
في فنها، تستخدم صنصور الفيديو والتصوير الفوتوغرافي ونموذج الكتاب وصفحات الويب، بالإضافة إلى فن التركيب. وتتضمن إشارات لعناصر مختلفة من الثقافة الشعبية مثل الغربيين السباغيتي، وأفلام الرعب والأبطال الخارقين. كما أنها تستخدم الخيال العلمي كوسيلة لتوفير منظور بديل للقضايا الاجتماعية الحالية. 
أقامت صنصور معارض فردية في مدينة نيويورك وكوبنهاجن واستوكهولم واسطنبول وباريس. وقد أدرجت في معارض جماعية بما في ذلك بينالي إسطنبول، وبينالي بوسان في كوريا الجنوبية وبينالي ليفربول، وكذلك المعارض في تيت مودرن، متحف بروكلين، مركز جورج بومبيدو، ومتحف الملكة صوفيا المركزي الوطني للفنون، متحف لويزيانا للفن الحديث ومتحف هيروشيما سيتي للفن المعاصر. يتم تضمين عملها في مجموعات من متحف الحرب الامبراطوري في لندن، ومعرض ولفرهامبتون فنون، ومتحف الفن المعاصر في الدنمارك، ومؤسسة كارلسبرغ، ومؤسسة بارجيل للفنون، لويس فويتون جمع وجمع الناظور.
وقد تم الاستشهاد بعرضها في الغرف الفسيفسائية كأحد معارض «يجب مشاهدتها» في العالم في صيف عام 2016  في مجلة Art Review.
في عام 2011، تم إلغاء مسابقة جائزة Elysée السنوية بعد أن تم استبعاد عمل شركة صنصور مبنى الأمة على أساس أن العمل لم يكن متوافقًا مع موضوع المسابقات "joie de vivre". في تفسير قرار لاكوست على أنه سياسي، اختار متحف دو إليزيه إلغاء الجائزة.

## بينالي البندقية2019
في عام 2018، تم تعيين لاريسا صنصور من قبل مؤسسة الفنون الدنماركية لتمثيل الدنمارك في بينالي فينيس 2019 - لا بينالي دي فينيسيا - المعرض الفني الدولي الثامن والخمسين. تم اختيار المنسق الهولندي نات مولر لتنظيم المعرض في الجناح الدنماركي.

## الحياة الشخصية
تعيش لاريسا وتعمل في لندن بعد أن كانت مقيمة في الدنمارك. أختها هي المخرجة ليلى صنصور.

## فيلموغرافيا
*بيت لحم باندوليرو، قصير (2005)
*يوم سعيد، 2، قصير (2006)
*حساء على بيت لحم، وثائقي (2007)
* ''Run Lara Run, 2'', short (2008)
*SBARA ، باختصار (2008)
*خروج اللفضاء، خيال علمي (2009)، تم ترشيحه لجائزة المهر في مهرجان دبي السينمائي الدولي 
*طريق فلافل، وثائقي (2011)، مع أوريت عشيري
*التعدي على الملح، وثائقي (2011)
*عيد السكان، قصير (2012)
*عقارات الأمة، الخيال العلمي (2012).
*في المستقبل، أكلوا من أجود الخزف، الخيال العلمي (2015)، المرشح لجائزة المهر في مهرجان دبي السينمائي الدولي.

## روابط خارجية
- لاريسا صنصور على موقع IMDb (الإنجليزية)
- لاريسا صنصور على موقع قاعدة بيانات الفيلم (الإنجليزية)

- لاريسا صنصور في قاعدة بيانات الأفلام على الإنترنت
- "Larissa Sansour's web site". مؤرشف من الأصل في 2019-06-10.